# Шибайголова (2 сезон)
Другий сезон Американського теле серіалу «Шибайголова», який базується на однойменному герої коміксів Марвел, де йдеться про Мета Мердока/Шибайголову, він сліпий адвокат- в день, і борець зі злочинністю в ночі, шлях якого перетинається з смертоносним Френком Каслом/ Карателем та поверненням старої подружки Електри Начіос. Серіал - це частина Кінематографічного Всесвіту Марвел (КВМ), sharing continuity with the films and other television series of the franchise. The season is produced by Marvel Television in association with ABC Studios, with Doug Petrie and Marco Ramirez serving as showrunners, and series creator Drew Goddard acting as consultant.

## У ролях

### Кастинг
Чарлі Кокс, Дебора Ен Уолл, Елден Генсон, Росаріо Доусон і Вінсент Донофріо повернуться з першогосезону як Мет Мердок / Шибайголова, Карен Пейдж, Франклін "Фоггі" Нельсон, Клер Темпл і Вілсон Фіск / Кінгпін (Kingpin) відповідно. В червні 2015, Джон Бернтал був обраний на роль Френка Касла / Карателя, а Елоді Янг була обрана на роль Електри місяцем пізніше. В вересні, Стівен Рідер долучився до акторського складу як Блейк Тауер.

### Музика
В вересні 2015, Джон Паесано повідомив що він почав роботу над створення музики для сезону.